# Marcel Gery
Marcel Gery, eigentlich Marcel Géry, (* 15. März 1965 in Smolenice, Tschechoslowakei) ist ein ehemaliger kanadischer Schwimmer, der bis 1986 für die Tschechoslowakei antrat und eine Bronzemedaille bei Europameisterschaften gewann. Ab 1987 startete er für Kanada, hier erschwamm er eine olympische Bronzemedaille und bei den Commonwealth Games je eine Gold-, Silber- und Bronzemedaille.

## Karriere
Marcel Géry nahm 1981 an den Europameisterschaften in Split teil und belegte sowohl über 100 Meter Schmetterling als auch über 200 Meter Schmetterling den siebten Platz. Nachdem er bei den Schwimmweltmeisterschaften 1982 keinen Endlauf erreicht hatte, wurde er bei den Europameisterschaften 1983 Vierter über 200 Meter Schmetterling.  An den Olympischen Spielen 1984 in Los Angeles konnte er wegen des Olympiaboykotts nicht teilnehmen. Bei den Europameisterschaften 1985 in Sofia gewann er über 100 Meter Schmetterling die Bronzemedaille hinter dem Deutschen Michael Groß und dem Briten Andy Jameson. Über 200 Meter Schmetterling wurde er Fünfter. Kurz darauf erreichte der Student der Comenius-Universität Bratislava den dritten Platz über 200 Meter Freistil bei der Universiade in Kōbe. Bei den Weltmeisterschaften 1986 in Madrid erreichte er dreimal das Finale. Er wurde Sechster über 100 Meter Schmetterling, Vierter über 200 Meter Schmetterling und Fünfter über 200 Meter Freistil.
Dann floh Marcel Gery zusammen mit Vlastimil Cerny über Jugoslawien nach Kanada. Dort verwendete er den Akzent in seinem Namen nicht mehr. Er schwamm für den North York Aquatic Club. Er startete bereits 1987 bei den Pan Pacific Championships in Brisbane. Dort gewann er eine Bronzemedaille über 200 Meter Freistil. Mit der 4-mal-100-Meter-Freistilstaffel und der 4-mal-100-Meter-Lagenstaffel belegte er den zweiten Platz hinter der Staffel aus den Vereinigten Staaten. Die US-Staffel gewann auch den Titel in der 4-mal-200-Meter-Staffel, hier wurden die Australier Zweite und die Kanadier Dritte. 1988 qualifizierte er sich zwar für das kanadische Olympiateam, durfte aber nicht starten, weil er noch nicht die kanadische Staatsbürgerschaft besaß. Seine erste große Meisterschaft waren dann die Commonwealth Games 1990 in Auckland. Er wurde Siebter über 50 Meter Freistil und Vierter über 100 Meter Freistil. Über 100 Meter Schmetterling erkämpfte er die Silbermedaille hinter dem Australier Andrew Baildon. Die kanadische 4-mal-100-Meter-Freistilstaffel belegte den dritten Platz hinter den Australiern und den Engländern. Die kanadische Lagenstaffel mit Mark Tewksbury, Jonathan Cleveland, Marcel Gery und Tom Ponting gewann die Goldmedaille vor den Engländern und den Australiern.
Anfang 1991 bei den Weltmeisterschaften in Perth wurde Gery Fünfter über 100 Meter Schmetterling. Mit der 4-mal-100-Meter-Freistilstaffel erreichte er den sechsten Platz, die Lagenstaffel schlug als Vierte an. Bei den Pan Pacific Championships 1991 in Edmonton wurde er hinter Matt Biondi aus den Vereinigten Staaten Zweiter über 100 Meter Schmetterling. Ebenfalls Silber gewann er mit der Lagenstaffel, die 4-mal-100-Meter-Freistilstaffel erreichte den dritten Platz. Bei den Olympischen Spielen 1992 in Barcelona erreichte Marcel Gery das Finale über 100 Meter Schmetterling mit der viertschnellsten Zeit. Im Finale schwamm er auf den sechsten Rang. Die kanadische Lagenstaffel qualifizierte sich in der Besetzung Mark Tewksbury, Jonathan Cleveland, Tom Ponting und Stephen Clarke mit der drittbesten Zeit das Finale. Im Endlauf belegten Mark Tewksbury, Jonathan Cleveland, Marcel Gery und Stephen Clarke den dritten Platz hinter den Staffeln aus den Vereinigten Staaten und aus der GUS. Ponting erhielt als Teilnehmer des Vorlaufs ebenfalls eine Bronzemedaille.
Der in Bratislava ausgebildete Sportlehrer Gery arbeitete nach seiner Sportler-Karriere im Immobiliengeschäft.